# Kangayam
Kangayam är en ort i Indien.   Den ligger i delstaten Tamil Nadu, i den södra delen av landet, 2 000 km söder om huvudstaden New Delhi. Kangayam ligger 310 meter över havet och antalet invånare är 31 364.
Terrängen runt Kangayam är platt. Runt Kangayam är det ganska tätbefolkat, med 248 invånare per kvadratkilometer. Kangayam är det största samhället i trakten. Trakten runt Kangayam består till största delen av jordbruksmark.